# Ottergem
Ottergem ist eine Teilgemeinde von Erpe-Mere an der Molenbeek in der Denderstreek in der Region Flandern. Sie liegt im Südosten der Provinz Ostflandern und gehört zum Arrondissement Aalst. Die Teilgemeinde wird begrenzt von den Teilgemeinden Erondegem, Erpe, Mere, Bambrugge (und sein Weiler Egem) und Vlekkem und den Gemeindegebieten von Sint-Lievens-Houtem (Teilgemeinde Vlierzele). Ottergem hat 500 Einwohner (1. Januar 2003) und eine Fläche von 1,55 km². Die Bevölkerungsdichte ist 322 Einw./km².

## Geschichte
Etwa zu Beginn des 19. Jahrhunderts war Ottergem eines der kleinsten Dörfer des Arrondissements Dendermonde. Mit 155 Hektar und 520 Seelen war es viel kleiner als die umliegenden Dörfer. Das Dorf wurde erstmals in einem offiziellen Dokument im Jahr 1036 erwähnt. In dieser Charta des Kaisers Koenraad II. erkannte dieser die Abtei St. Pietersabdij in Gent und ihre Besitzungen an und sprach von »et in Bursinghem et terram in Ottringhem et terram in Flachem«. Seit dem Jahre 1142 sprach man von Ottergem, aber die Variationen Ottrenghem, Ottregem und Oterghem waren auch bekannt. Der Name ist nach der Meinung des Historikers de Smet aus der Otter abgeleitet, sein Kollege Föstermann ist der Meinung, dass der Name von einem Personennamen abgeleitet ist. Gegen Ende des 19. Jahrhunderts gab es eine Wassermühle und eine Ölmühle.

## Sehenswürdigkeiten
- Die De Watermeulen ist eine oberschlächtige Wassermühle in der Ruststraat 10–12. Ursprünglich war sie eine Korn- und Ölmühle. Später war sie allein eine Kornmühle. Das Bauwerk ist gesetzlich geschützt (Rijksmonument): [1]
- In Ottergem steht die Sint-Paulus-Bekeringkirche. Ottergem gehört zum Dekanat von Lede.

## Galerie

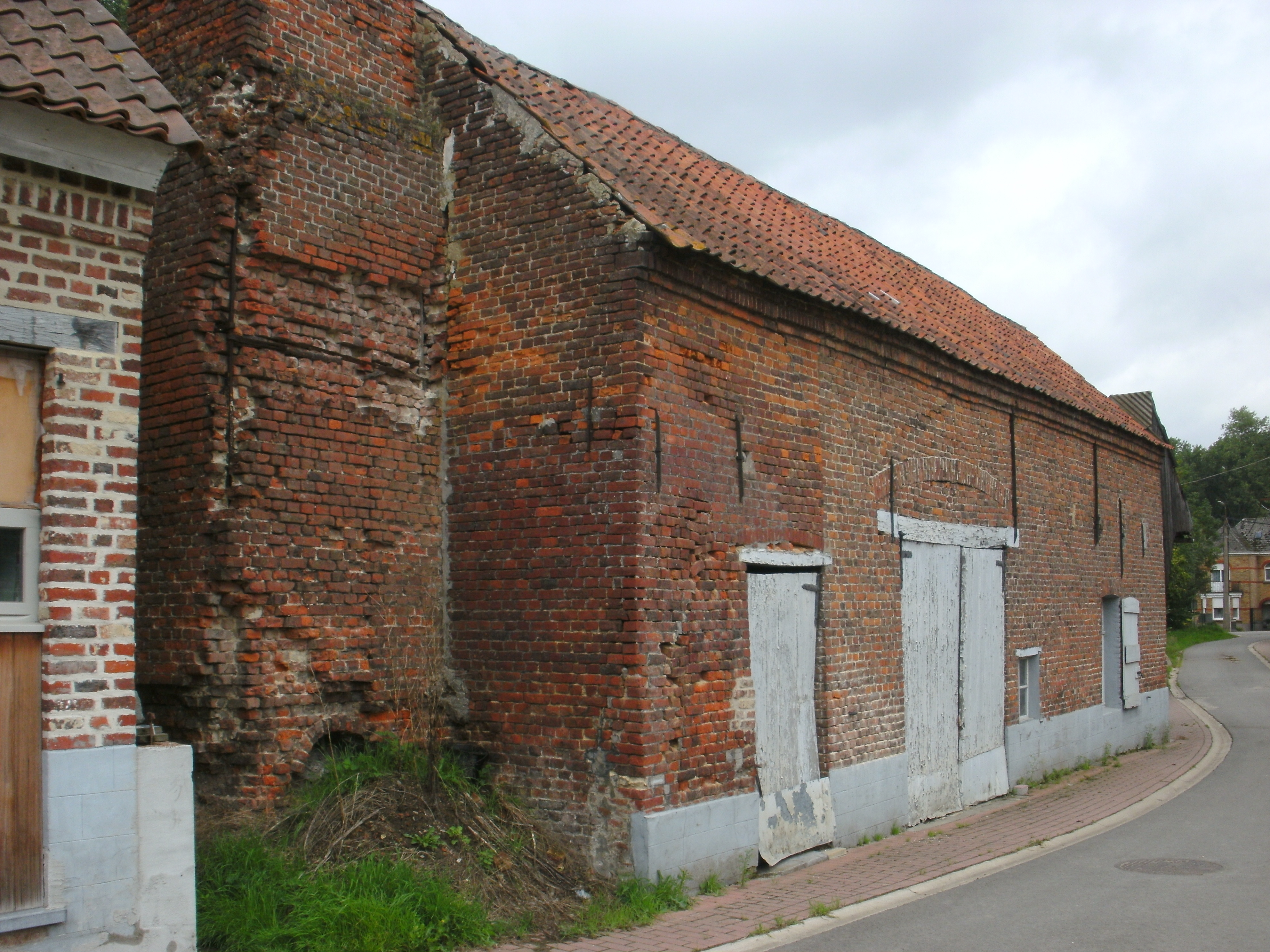
Vorderansicht von De Watermeulen in Ottergem
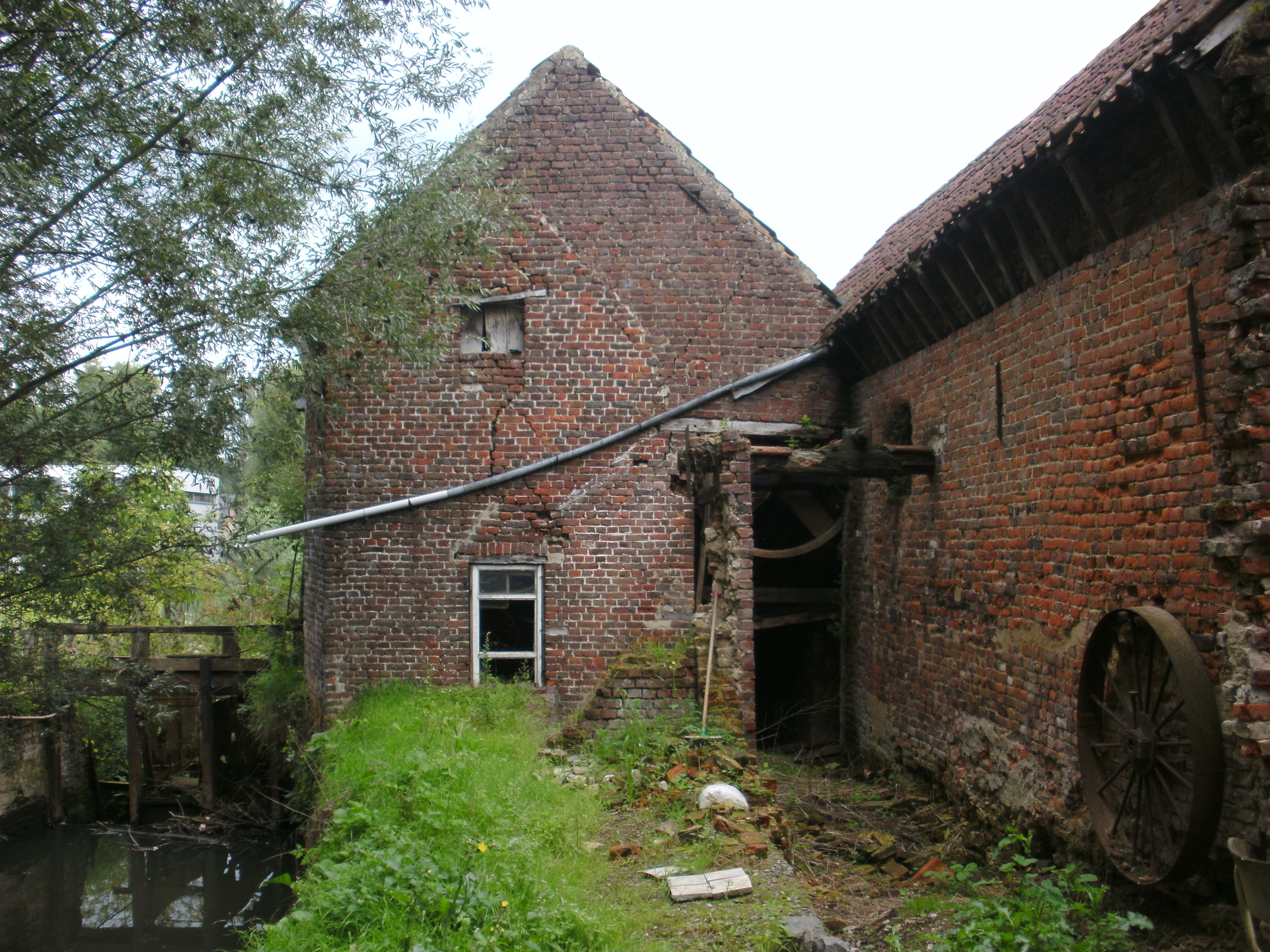
Rückansicht von De Watermeulen in Ottergem
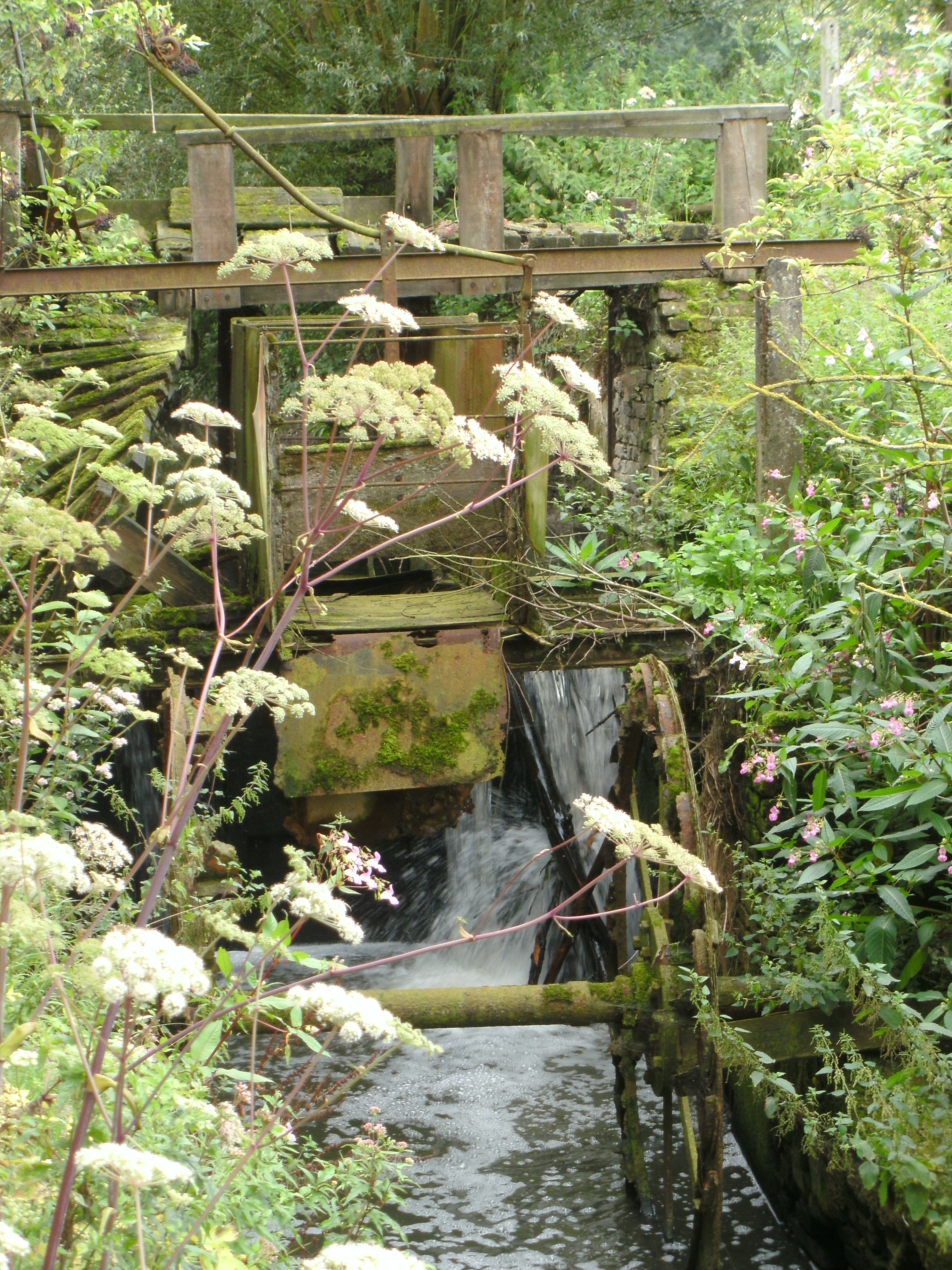
Wasserrad von De Watermeulen in Ottergem
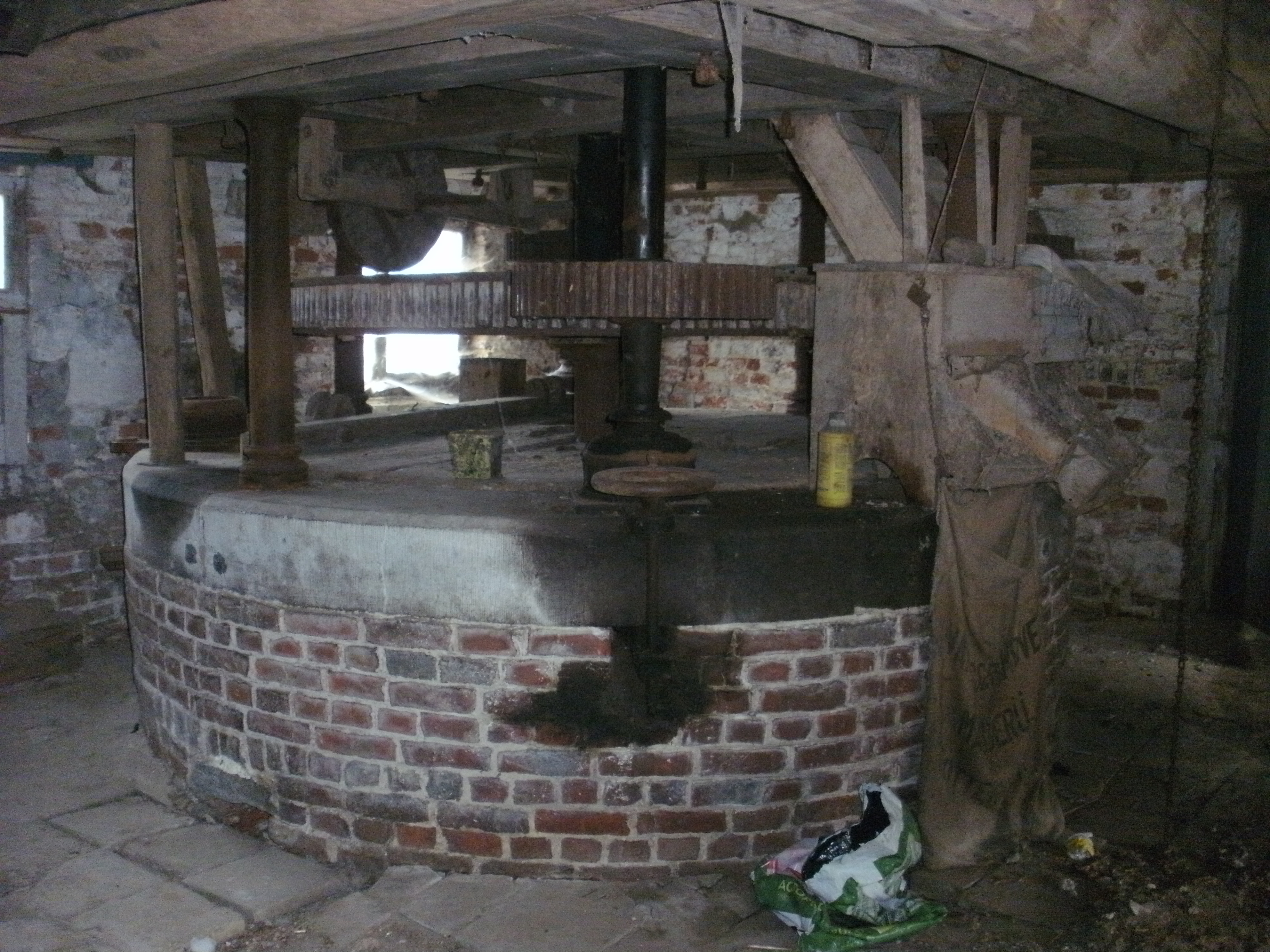
Innenansicht De Watermeulen in Ottergem
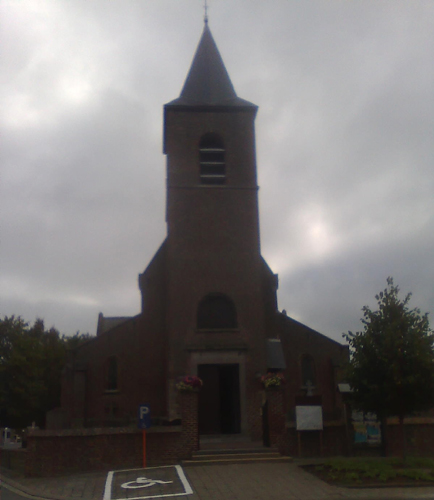
Die Kirche von Ottergem, Vorderansicht
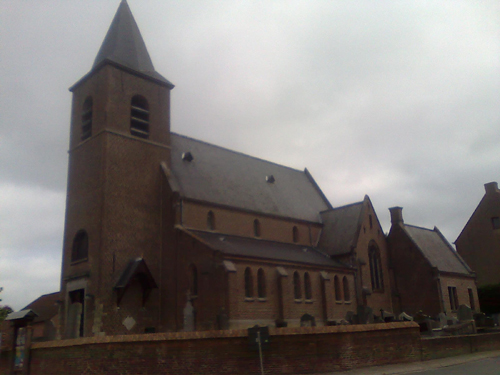
Die Kirche von Ottergem, Seitenansicht

## Tourismus
Durch Ottergem verläuft die Molenbeekroute. Die Molenbeekroute ist ein Knotenpunktsystem, bekannt vor allem sind die Mühlen der Gemeinde Erpe-Mere und zwei Bäche, die beide den Namen Molenbeek (Mühlenbach) tragen.

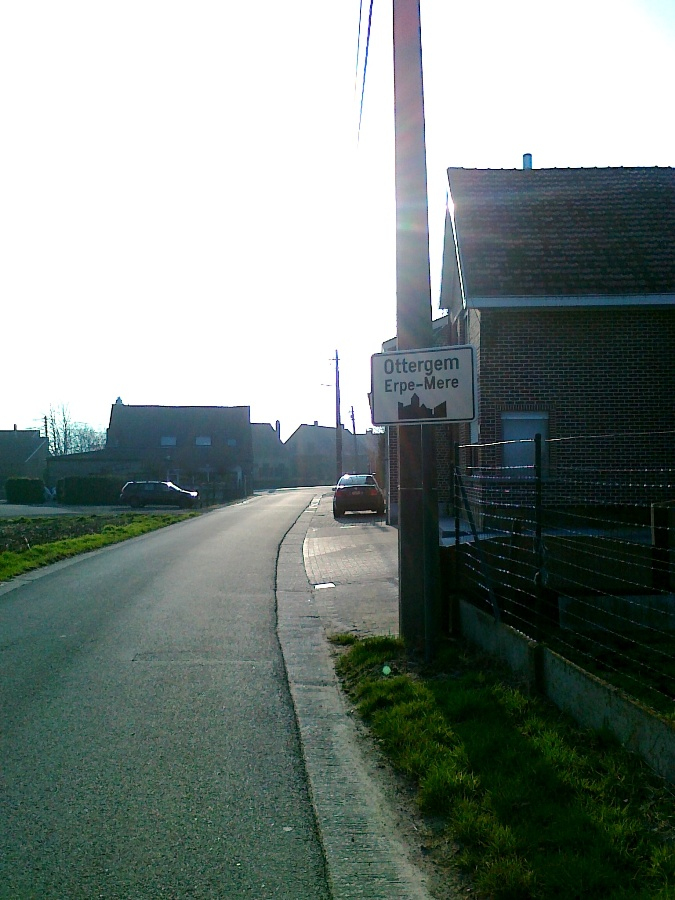
Beginn einer geschlossenen Ortschaft in Ottergem
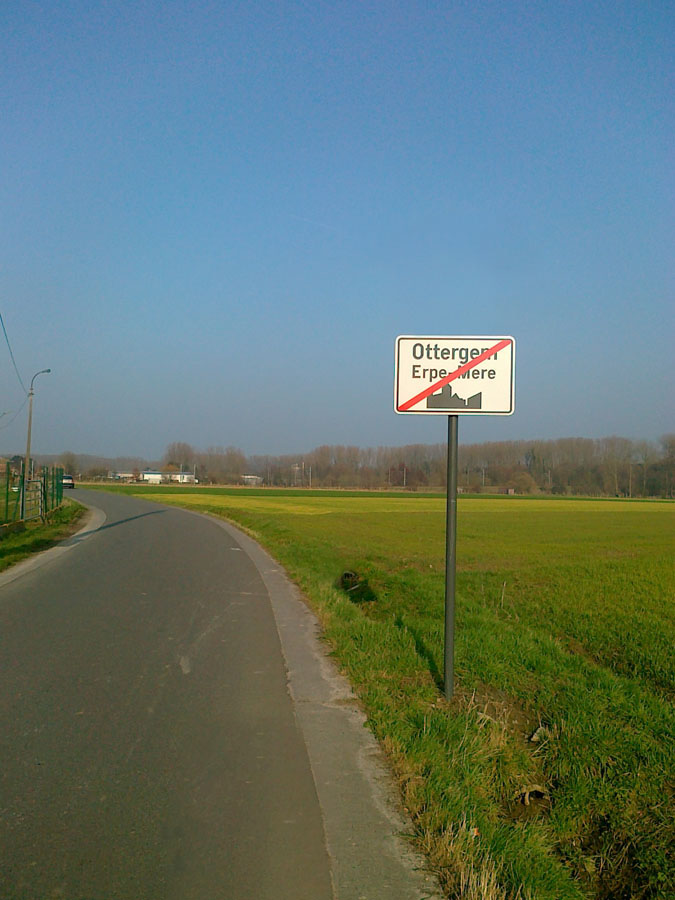
Ende einer geschlossenen Ortschaft in Ottergem